# All I Ever Wanted (canción de Basshunter)
«All I Ever Wanted» (en español «Todo lo que he querido») es una canción del Dj sueco de música eurodance Basshunter. La canción usa la misma melodía que Vi sitter i Ventrilo och spelar DotA, un sencillo anterior del artista. La letra, a diferencia de DotA, no habla sobre el Warcraft III ni tiene referencias de juegos o algo en particular, sino que habla sobre lo que un chico le dice a su pareja cuando rompen.

## Recepción
La canción recibió diferentes críticas. All Gigs la describió como "fresca, con ritmo, moderna, veraniega" y "llena de ritmos y voces distintivas". Digital Spy la catalogó con dos estrellas sobre cinco, y dijo que "la canción es una réplica de Now You're Gone, pues sigue la misma fórmula". Añadió que "tiene coros eufóricos y un sonido muy predecible, además de una letra que suena tan fresca como los calzoncillos de un vagabundo". En Female First comentaron que "con sus ritmos electrónicos y su voz característica, All I Ever Wanted aspira a ser el sonido del verano".

## Video musical
Dirigido por Alex Herron, el video musical fue rodado en Fuengirola (Málaga). La historia continúa después de Now You're Gone. Aylar Lie y Lucas Thorheim, pareja en el video, van de vacaciones con unos amigos a un pueblo costero en Málaga. Allí, toman el sol y se relajan en el hotel, van de compras y pasean en scooter. Por la noche deciden ir a una discoteca, donde está pinchando Basshunter. Tras bailar un rato, Aylar va al baño y al volver ve a Lucas ligando con una chica. Aylar se enfada con él y se marcha sola a la playa. Poco después, Lucas le manda un SMS diciéndole que no estaba ligando, que era una amiga de su hermana y sólo hablaban. La historia sigue en el videoclip de Angel in the Night. Hubo una segunda versión del video en el que se incluían escenas de Basshunter cantando.
Como curiosidad, cabe citar que durante la grabación del video musical, Basshunter estuvo sin dormir 50 horas.
El video ha experimentado un éxito similar al de Now You're Gone en YouTube. Actualmente ha sido visto 49 millones de veces.*
- Datos actualizados marzo de 2011.[5]

## Formatos y lista de canciones
| Internacional 2-track CD 1. All I Ever Wanted (Radio Edit) 3:04 2. All I Ever Wanted (Fonzerelli Edit) 2:35 - Reino Unido Promo CDr 1. All I Ever Wanted (Wideboys Electro Club Mix) 7:08 2. All I Ever Wanted (Wideboys Electro Dub Mix) 7:12 3. All I Ever Wanted (2-4 Grooves Remix) 6:01 4. All I Ever Wanted (DJ Alex Extended Mix) 5:28 5. All I Ever Wanted (Fonzerelli Remix) 6:41 6. All I Ever Wanted (Ultra Dj’s Remix) 5:36 7. All I Ever Wanted (Radio Edit) 3:04 - Reino Unido CD Maxi sencillo 1. All I Ever Wanted (Radio Edit) 3:04 2. All I Ever Wanted (Wideboys Electro Edit) 6:01 3. All I Ever Wanted (DJ Alex Extended Mix) 5:28 4. All I Ever Wanted (Fonzerelli Remix) 2:35 5. Now You're Gone (Voodoo And Serano Remix) 5:43 | Reino Unido Disco de vinilo de 12" Cara-A 1. All I Ever Wanted (DJ Alex Extended Mix) 5:28 2. All I Ever Wanted (Ultra DJ’s Remix) 5:36 Cara-B 1. All I Ever Wanted (Wideboys Electro Remix) 6:01 2. Now You're Gone (Voodoo and Serano Remix) 5:43 - Alemania 2-track CD 1. All I Ever Wanted (Radio Edit) 3:04 2. All I Ever Wanted (Wideboys Electro Edit) 2:35 - Alemania CD Maxi sencillo 1. All I Ever Wanted (Radio Edit) 3:04 2. All I Ever Wanted (Extended Mix) 5:29 3. All I Ever Wanted (Fonzerelli Remix) 6:41 4. Now You're Gone (Voodoo And Serano Remix) 5:43 |

## Posicionamiento en listas
| Europa        | Europa                   | Europa            | Europa | Europa |
| País          | Lista                    | Posición más alta | Ref.   |        |
| ------------- | ------------------------ | ----------------- | ------ | ------ |
| Irlanda       | Top 50 Singles           | 1                 | [ 12 ] |        |
| Reino Unido   | Top 75 Singles           | 2                 | [ 13 ] |        |
| Reino Unido   | Top 40 descargas         | 2                 | [ 14 ] |        |
| Reino Unido   | Top 40 Dance             | 3                 | [ 15 ] |        |
| Noruega       | Top 75 Singles           | 3                 | [ 12 ] |        |
| Europa        | European Hot 100 Singles | 10                | [ 16 ] |        |
| Rumania       | Top 100 Singles          | 10                | [ 17 ] |        |
| Eslovenia     | Top 100 Singles          | 12                | [ 18 ] |        |
| Austria       | Top 75 Singles           | 15                | [ 12 ] |        |
| Alemania      | Top 100 Singles          | 35                | [ 12 ] |        |
| Suiza         | Top 100 Singles          | 37                | [ 12 ] |        |
| Suecia        | Top 60 Singles           | 58                | [ 12 ] |        |
| Asia          |                          |                   |        |        |
| Turquía       | Top 20 Singles           | 20                | [ 19 ] |        |
| Oceanía       |                          |                   |        |        |
| Nueva Zelanda | Top 40 Singles           | 17                | [ 12 ] |        |

## Certificaciones
| País                       | Certificación | Ventas  | Ref.   |
| -------------------------- | ------------- | ------- | ------ |
| Dinamarca (IFPI Dinamarca) | Oro           | 45 000  | [ 20 ] |
| Nueva Zelanda (RMNZ)       | Oro           | 7500    | [ 21 ] |
| Reino Unido (BPI)          | Platino       | 600 000 | [ 22 ] |

### Sucesión en listas
| Predecesor: Forever de Chris Brown | IRMA Top 50 Singles Chart - Sencillo N.º 1 12 de julio de 2008 - 26 de julio de 2008 | Sucesor: All Summer Long de Kid Rock |